# 灌溉

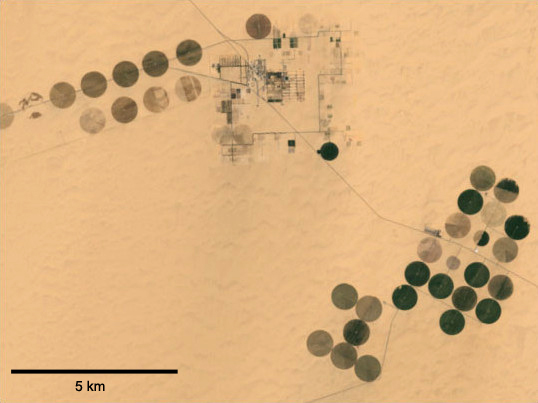
鸟瞰撒哈拉沙漠中的灌溉系统

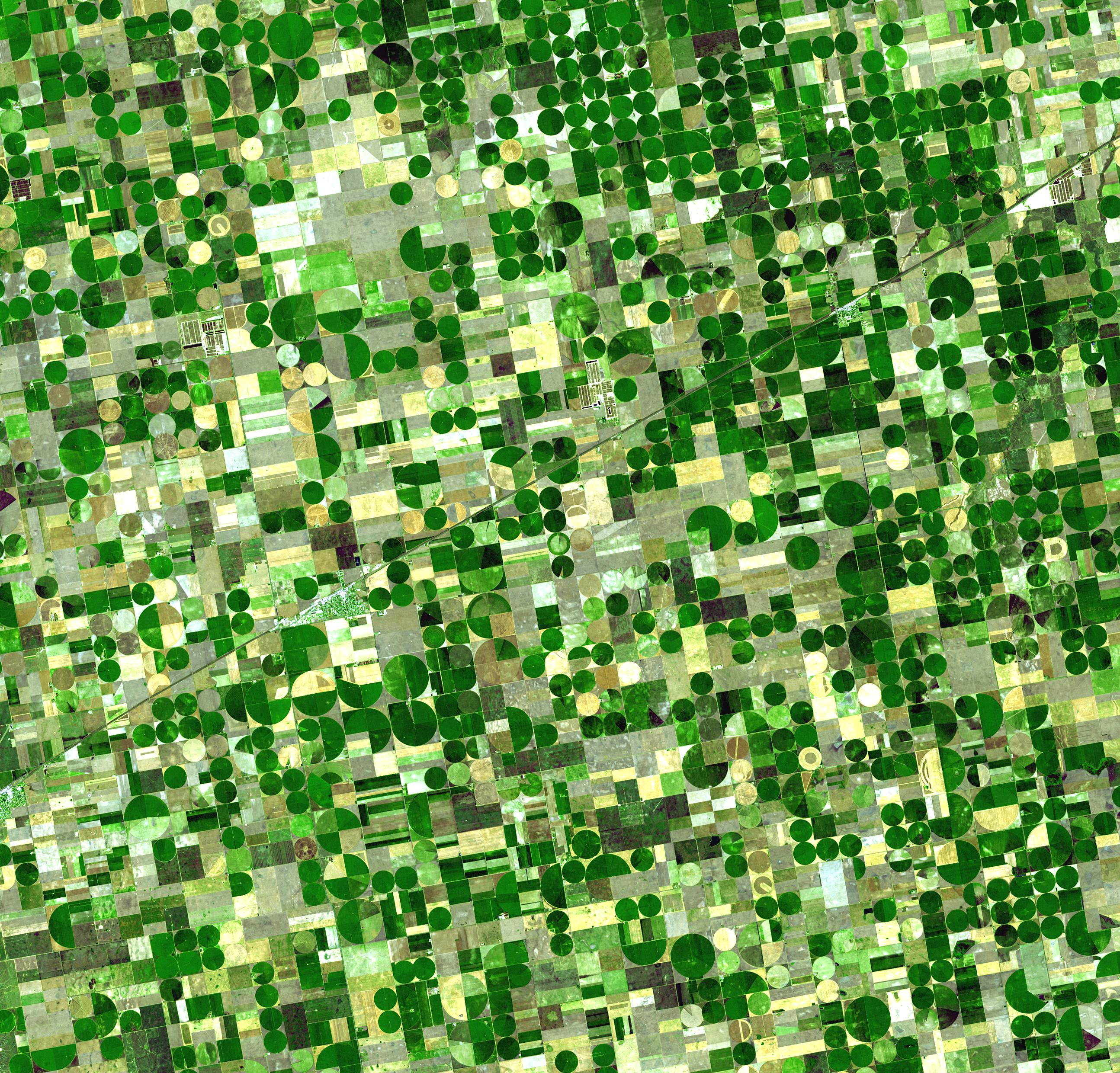
美国堪萨斯州卫星照片，显示由于时针式喷灌设施造成的圆形农田

灌溉就是人為方式使用天然降水（雨水）以外的其他水源供給土地或土壤水份，多半是用来种植农作物或其他植物，也可以用來維持地貌景觀，或在乾燥地帶或是在過度降雨後的地區進行植被重建，灌溉對農作物也有其他的好處，包括保護植物免於霜害、在糧食區抑制雜草成長，並且抑制土壤固結。不用灌溉而以雨水为唯一水源的农业称为旱田。
灌溉系統也會用來抑制灰塵、排放污水以及礦物的堆摊浸滤。灌溉系統常會和排水系統一起研究，後者是用天然或人工的方式除去某一區域地表或是地表以下的水份。
灌溉是五千多年來農業的中心特徵，也是許多文化的成果，是許多國家經濟及社會的基礎。

## 概论
灌溉所需的水源可以是附近也可以是距离比较远的水体甚至冰雪，例如河流、泉水、湖泊、地下水、井、积雪等，可以直接引入农田或先储存在水库或蓄水池中，取决于是否是季节性降雨或水源的远近，也可以将建筑屋顶或没有农田的山区雨水储存起来，为以后灌溉使用。
如何从水源引入水，并将水引入农田，有多种灌溉技术，主要目的是将水不多不少地平均分配给整个田地中的每一株植物。

## 历史
从公元前60世纪在埃及和美索不达米亚平原，人类已经采用灌溉技术，在古埃及12王朝的法老已经将湖泊当作灌溉用的贮水库，贮存每年尼罗河泛滥的水用于干旱季节灌溉农田。
在秘鲁的安第斯山中，考古学家发现了3条水渠，是公元前4000年、3000年和9世纪的，是美洲已知最早的灌溉系统，在公元前4000年的那条水渠下面可能还有一条公元前5000年的水渠。
古代波斯（今伊朗）亦有灌溉技术，可追溯到前6千纪，公元前800年的古代波斯所使用的坎儿井是现在还在使用的最古老的灌溉技术，用一系列的竖井打通地下的渠道，从水源地引水使水渠比水源地低可以自流，同时防止在地上蒸发。现在，坎儿井也应用于亚洲、中东和北非干旱地区。
古代斯里兰卡的灌溉系统是当时世界上最复杂的系统，发明了带闸门的水渠，12世纪时国王在33年内就主持建造了165个堤坝、3910条水渠、163个大型蓄水池和2376个小型蓄水池，以支持繁荣的农业。
在巴基斯坦和北印度也有前2600年的灌溉水渠。
在中国，公元前250年左右建成的著名的都江堰水利系统也是为灌溉修建的。
從20世纪起，柴油和电力运转的机械，可以帮助人们抽取地下水用于灌溉。

## 水源

### 地下水和地表水
灌溉水可以來自地下水（從泉水或井中提取）、地表水（從河流、湖泊或水庫提取）或非傳統來源，如處理後的廢水、淡化水、排水或霧收集。雖然洪水收集屬於公認的灌溉方法，但雨水收集通常不被視為灌溉的一種形式。雨水收集是從屋頂或未使用的土地收集徑流水並將其濃縮。

### 經處理或未經處理的廢水
如果回收的都市廢水含有氮、磷和鉀等營養物質，那麼它還可以為植物施肥。使用再生水進行灌溉有許多好處，包括與其他水源相比成本較低，並且無論季節、氣候條件和相關用水限制如何，都能確保供應的一致性。當再生水用於農業灌溉時，處理後的廢水中的養分（氮和磷）含量具有充當肥料的好處。這使得污水中排泄物的再利用具有吸引力。
灌溉用水可以以不同的方式用於不同的作物，例如用於生吃的糧食作物或用於生吃或未加工的供人類食用的作物。對於加工糧食作物：供人類食用但不生吃而是經過食品加工（即煮熟、工業加工）的作物。它也可用於不供人類消費的作物（例如牧場、飼料、纖維、觀賞植物、種子、森林和草坪作物）。
在發展中國家，農業越來越多地使用未經處理的城市廢水進行灌溉通常是以不安全的方式。城市為新鮮農產品提供了利潤豐厚的市場，因此對農民很有吸引力。然而，由於農業必須與工業和市政用戶爭奪日益稀缺的水資源，農民往往別無選擇，只能直接使用被城市廢物污染的水來澆灌農作物。
在農業中使用未經處理的廢水可能會帶來嚴重的健康危害。都市廢水可能含有化學和生物污染物的混合物。在低收入國家，排泄物中的病原體含量通常很高。在工業發展速度超過環境監管速度的新興國家，無機和有機化學品帶來的風險日益增加。世界衛生組織於 2006 年制定了廢水安全使用指南，提倡採用「多重屏障」方法廢水利用，例如鼓勵農民採取各種降低風險的行為。其中包括在收穫前幾天停止灌溉，讓病原體在陽光下死亡；小心澆水，以免污染可能生吃的葉子；用消毒劑清洗蔬菜；或將農業中使用的糞便污泥乾燥後再用作人類糞便。
經常被提及的缺點或風險包括潛在有害物質的含量，例如細菌、重金屬或有機污染物（包括藥品、個人護理產品和殺蟲劑）。廢水灌溉對土壤和植物既有正面的影響，也有負面的影響，取決於廢水的成分以及土壤或植物的特性。

### 其他來源
灌溉水也可以來自非傳統來源，如處理過的廢水、淡化水、排水或霧收集。
在夜間潮濕空氣席捲的國家，可以透過在寒冷的表面上凝結來獲得水。這是在蘭薩羅特島的葡萄園中使用石頭來冷凝水的做法。集霧器也由帆布或箔片製成。在大城市地區，使用空調機組的冷凝水作為水源也越來越流行。
截至 2019 年 11 月，一家總部位於格拉斯哥的新創公司已幫助蘇格蘭的一位農民種植用海水灌溉的可食用鹽沼作物。一英畝以前貧瘠的土地被用來種植海蓬子、海蓼和海紫菀；這些植物的利潤比馬鈴薯高。每天對土地進行兩次洪水灌溉，以模擬潮汐洪水；利用風力從海中抽水。其他好處包括土壤修復和碳封存。

### 爭奪水資源
直到 20 世紀 60 年代，截至 2024 年，地球上的人口數量還不到一半。他們需要人類目前從河流取水量的三分之一。如今，對水資源的競爭更加激烈，因為地球上有超過 70 億人口，這增加了因耗水的畜牧業和集約化農業生產而過度消耗糧食的可能性。這導致工業、城市化和生物燃料作物對水的競爭日益激烈。農民必須努力提高生產力，以滿足日益增長的糧食需求，而工業和城市則必須找到更有效利用水的方法。
成功的農業取決於農民能否獲得充足的水。然而，水資源短缺已成為世界許多地區農業的關鍵限制因素。

## 形式

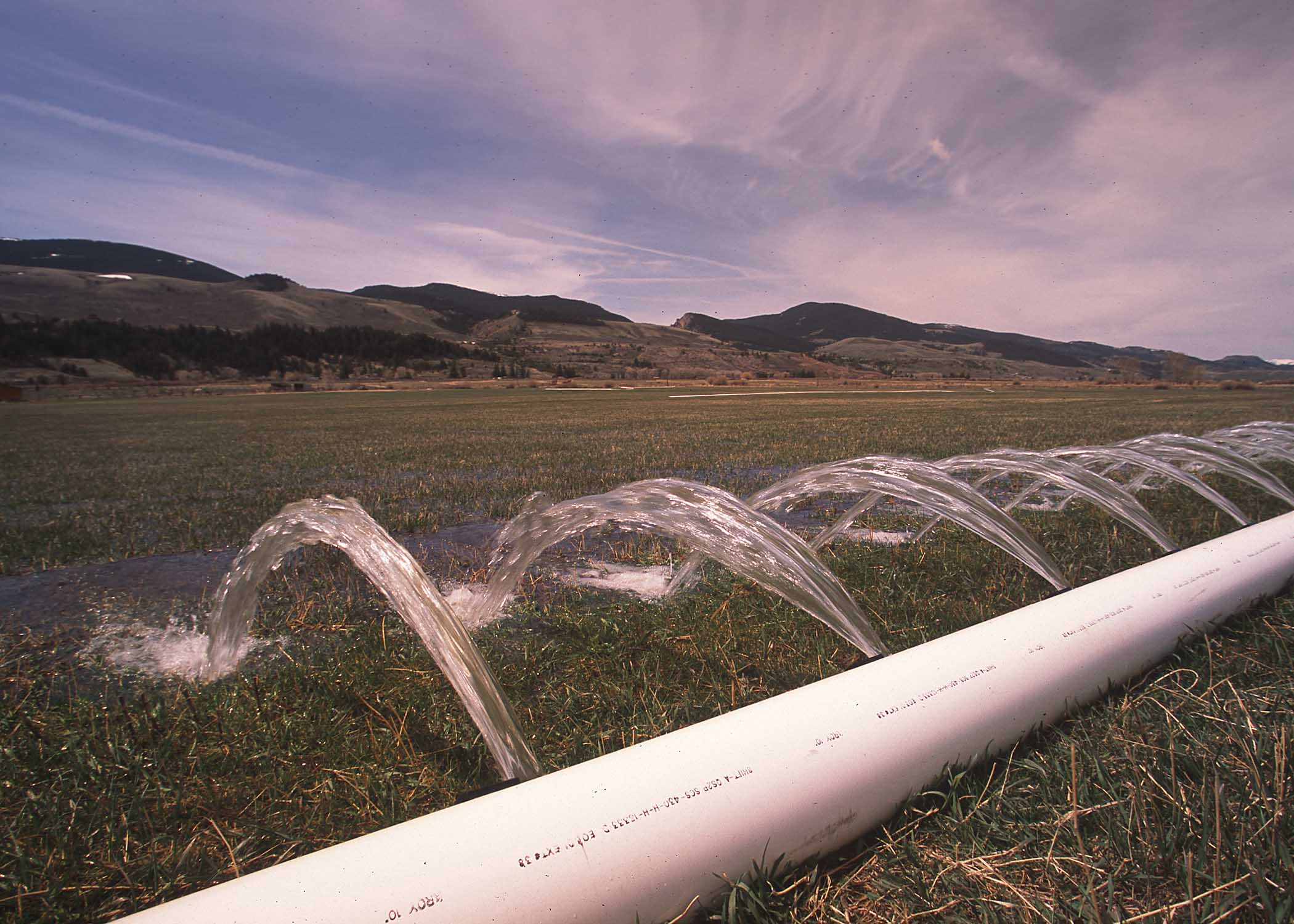
美国怀俄明州山区草地的有控制阀的管道灌溉

### 漫灌
漫灌要挖沟渠，以前用人工，后来用牲畜、拖拉机，后来最先进的用激光测距的先进机械，取决于 经济和地理条件，例如需要灌溉的地域面积大小，有什麽可用的技术，人工费用等。植物在畦和陇沟中排成行或在苗床上生长，水沿着渠道进入农田，顺着陇沟或苗床边沿流入。也可以在田中用硬塑料管或铝管引水，在管上间隔距离开孔灌溉，用虹吸管连接渠道。
应用管道可以控制水流量，由于温度、风速、土壤、渗透能力等不同，漫灌容易造成有的地方水多，有的地方水不足的现象，管道可以移动，因此可以控制不产生这种不均的现象。尤其是如果采用自动阀门更可以增加效率。
但由于漫灌比较浪费水资源，需要较多的劳动力，并且容易造成地下水位抬高，因此使土壤盐碱化，在发达国家已经逐渐被淘汰。但由于只需要少量的资金和技术，在多数发展中国家中仍然被广泛使用。

### 噴灌
喷灌是由管道将水送到位于田地中的喷头中喷出，有高压和低压的区别，也可以分为固定式和移动式。固定式喷头安装在固定的地方，有的喷头安装在地表面高度，主要用于需要美观的地方，如高尔夫球场、跑马场草地灌溉、公园、墓地等。
喷头的压力一般不能超过200巴，过高会产生水雾，影响灌溉效益，喷头有可以转动的，转动可以是360度回转也可以是转动一定角度。也有喷枪式。可以在275-900巴的压力下工作，喷射较远，流量达到3-76升/秒。喷枪还可以用于工业防尘。
如果将喷头和水源用管子连接，使得喷头可以移动，为移动式喷灌，将塑料管卷到一个卷筒上，可以随着喷头移动放出，也可以人工移动喷头。
喷灌的缺点是由于蒸发也会损失许多水，尤其在有风的天气时，而且不容易均匀地灌溉整个灌溉面积，水存流在叶面上容易造成霉菌的繁殖，如果灌溉水中有化肥的话，在炎热阳光强烈的天气会造成叶面灼伤。

#### 时针式喷灌机

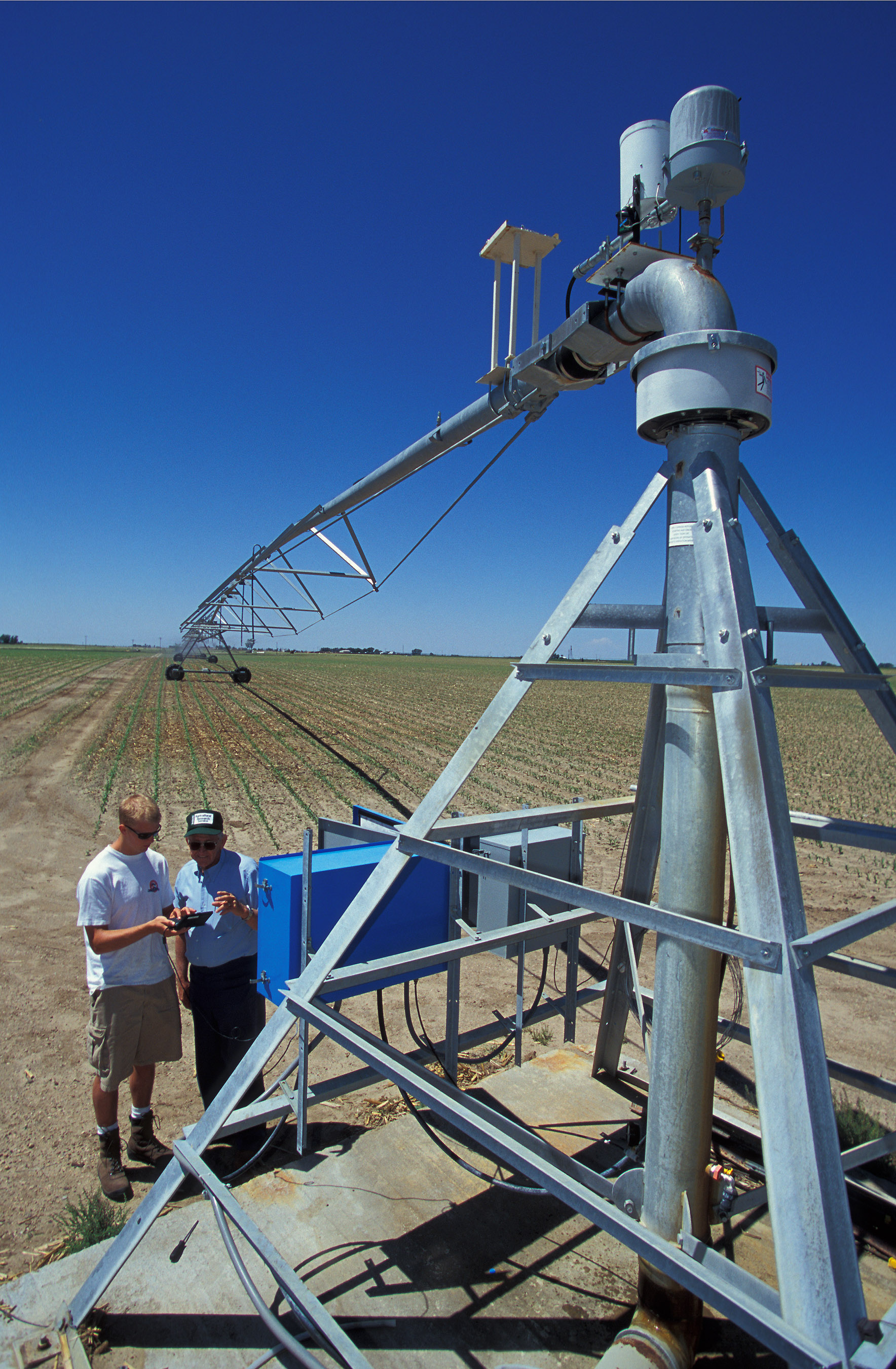
时针式喷灌机的枢轴

时针式喷灌机是一种移动式喷灌机，喷灌头安装在有轮子支撑的电镀钢管或铝管上，围绕一个中心旋转，从中心枢轴输送水，整个喷灌机喷灌面积形成一个圆。这种喷灌机械在美国使用的很普遍。

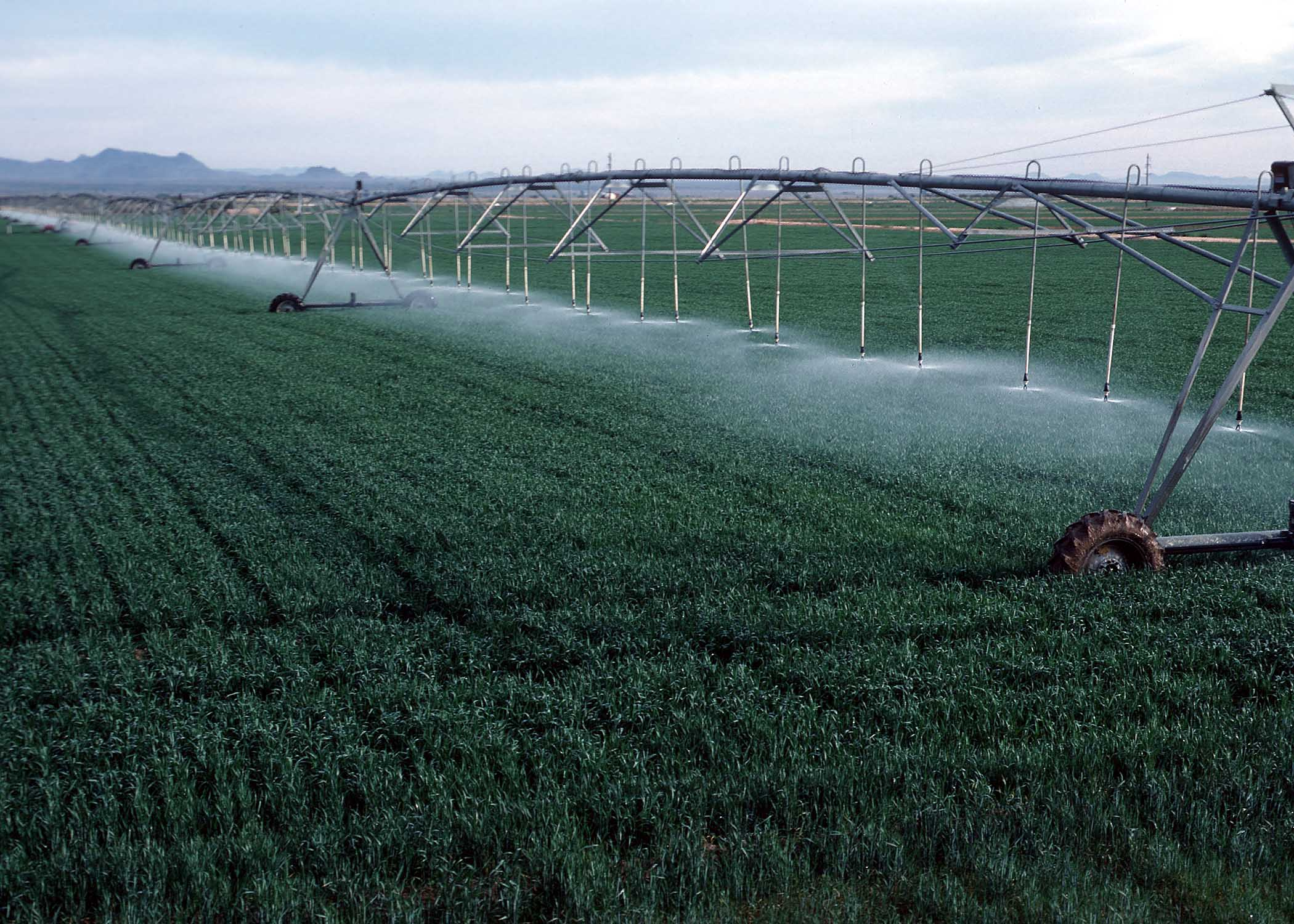
时针式喷灌机

这种机械喷头可以吊在钢管上，只在植物上面喷撒，有的可以几乎吊到地面上，直接在植物之间的地面上喷洒，因此可以节约由于蒸发损失的水。
时针式喷灌机的旋转可以由水力推动，也可以由电机推动，目前大多数都使用电机。这种机械灌溉面积是一个圆形，因此在每个圆形之间的空档不能被灌溉利用，只适合在耕地面积充分的地区使用。

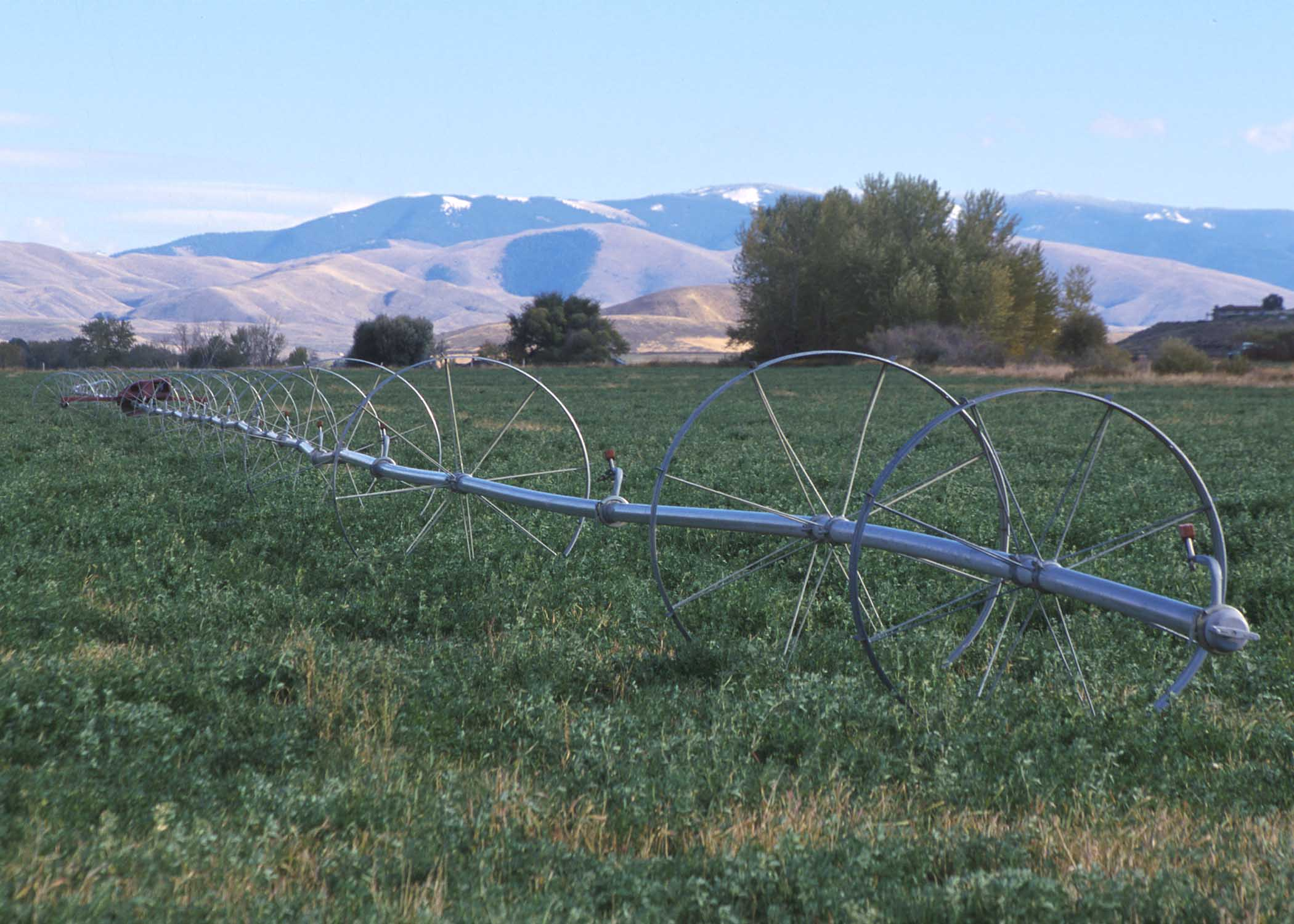
美国爱达荷州的平移式喷灌机

#### 平移式喷灌机
也叫连续直线移动式喷灌机，是一个长管道，每隔一定间隔有一个支架，支架上有轮子，喷头在管子上，整个管道平行移动喷洒，水由管道一头输入，所以喷灌面积可以大到几千公顷。

#### 微喷灌
微喷灌是利用折射、旋转、或辐射式微型喷头将水均匀地喷洒到作物枝叶等区域的灌水形式，隶属于微灌范畴。
微喷灌的工作压力低，流量小，既可以定时定量的增加土壤水分，又能提高空气湿度，调节局部小气候，广泛应用于蔬菜、花卉、果园、药材种植场所，以及扦插育苗、饲养场所等区域的加湿降温。

### 滴灌

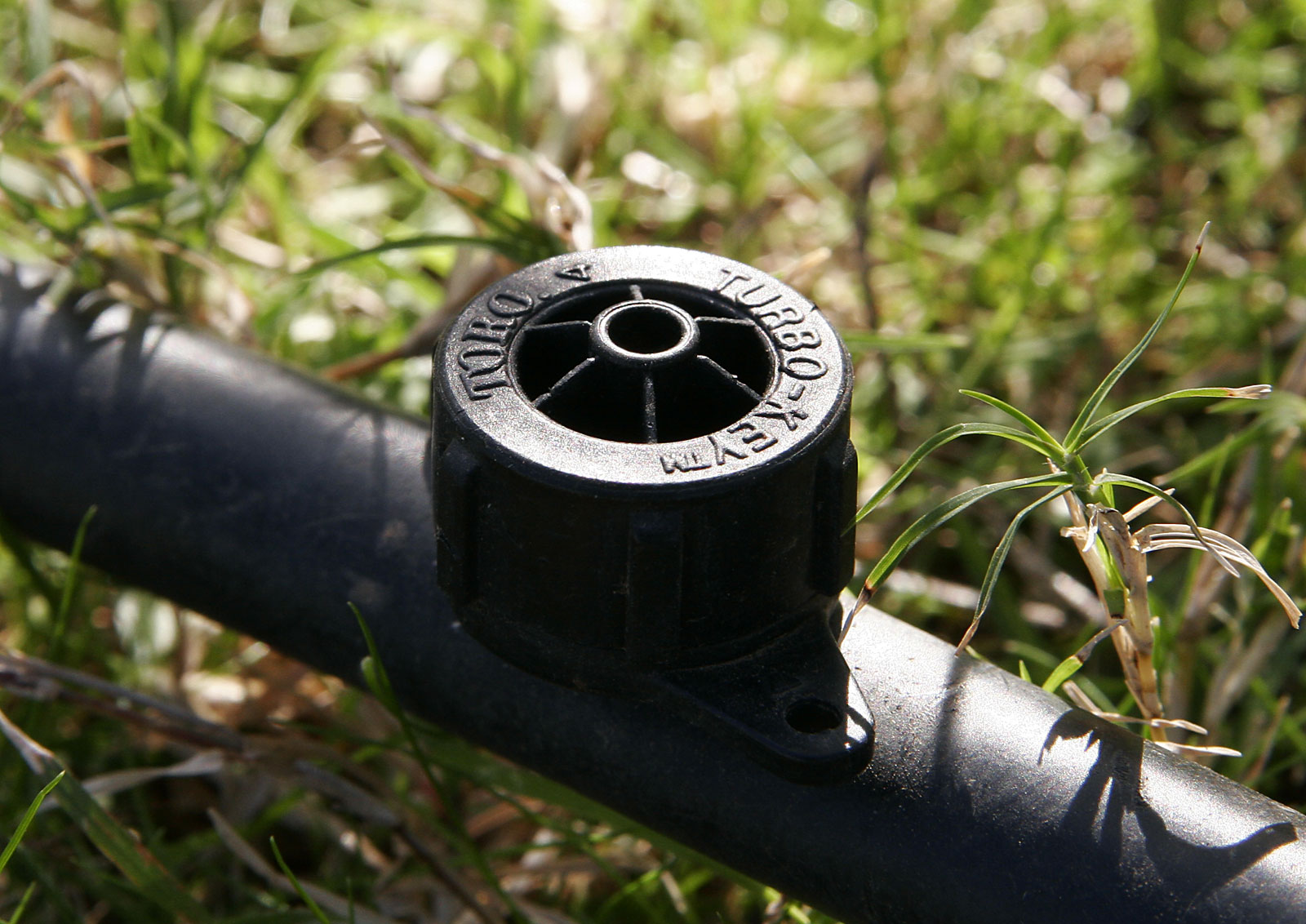
滴灌头

滴灌是将水一滴一滴地、均匀而又缓慢地滴入植物根系附近土壤中的灌溉形式，滴水流量小，水滴缓慢入土，可以最大限度地减少蒸发损失，如果再加上地膜覆盖，可以进一步减少蒸发，滴灌条件下除紧靠滴头下面的土壤水分处于饱和状态外，其它部位的土壤水分均处于非饱和状态，土壤水分主要借助毛管张力作用入渗和扩散。
但如果滴灌时间太长，根系下面可能发生浸透现象，因此目前滴灌都是由高技术的计算机操纵完成，也有由人工操作的。滴灌水压低，节水，可以用于对生长不同植物的地区，对每棵植物分别灌溉，但对坡地需要有压力补偿，用计算机可以依靠调节不同地段的阀门来控制，关键是控制调节压力和从水中去除颗粒物，以防堵塞滴灌孔。水的输送一般用塑料管，应该是黑色的，或覆盖在地膜下面，防止生长藻类，也防止管道由于紫外线的照射而老化。滴灌也可以用埋在地下的多孔陶瓷管完成，但费用较高，只有时用于草皮和高尔夫球场。

### 渗灌
渗灌技术已经在地下水位较高的地方应用许多年了，是人工将地下水位抬高，直接从底下为植物根系供水的方法。
渗灌常用于商业温室产品，如对盆花进行灌溉，还可以施肥，用含有肥料的水溶液从底部浸泡花盆10 到20分钟，然后水可以回收，这种运作需要高技术自动操作，设备费用贵，但节省人力、水和化肥，同时维护和操作费用也很低，原理和地下滴灌一样。

### 井灌
井灌是中國大陸防治土地鹽鹼化的重要手段。井灌抽取深層的地下淡水用作灌溉，同時淋溼地表鹽分。同時並用「井排」，即抽去淺層的咸水使得地下水位下降。

## 技術挑戰

土地盐碱化过程示意图

灌溉技術要解決許多技術上及經濟上的問題，同時又要使對環境的負面影響減到最小。
- 对地表水權的争夺[18]
- 地下水層（英语：aquifers）過度使用（枯竭）
- 地層下陷（例如路易斯安那州的新奥爾良、台灣的嘉南平原[19]）
- 灌溉不足或是只夠植物使用的灌溉方式（滴水线灌溉）會造成土壤鹽化，在高蒸發率的土壤中產生有毒的鹽類，需要用沥滤（英语：leaching (agriculture)）方式將鹽類溶於水中，再排水使鹽類排掉。若利用滴水线灌溉，最好定期進行沥滤（水量只需要略多一些），因此鹽類可以沖洗到植物根部以下[20][21]。
- 由於分佈均勻性（英语：distribution uniformity）不佳或是灌溉管理問題造成的過度灌溉，會浪費水、農藥，也可能會造成水污染[22]。
- 過度灌溉產生的深排水會帶來地下水位（英语：Water table）的上昇，有時會產生土壤鹽化的問題，需要某種水系進行地下水位控制（英语：Watertable control）[23][24]。
- 若用鹽水或是鈉吸附比（英语：高鈉）的水灌溉，會形成鹽鹼地，破壞土壤結構。
- 過濾器堵塞：多半是因為藻類繁殖而堵塞過濾器，滴水裝置和噴嘴，紫外線[25]及超音波[26]可以控制灌溉系統中的藻類生長。